# Шклярка-Меленцька
Шклярка-Меленцька (пол. Szklarka Mielęcka, нім. Langenthal) — село в Польщі, у гміні Кемпно Кемпінського повіту Великопольського воєводства.
Населення — 232 особи (2011).
У 1975-1998 роках село належало до Каліського воєводства.

## Демографія
Демографічна структура станом на 31 березня 2011 року:
|          | Загалом | Допрацездатний вік | Працездатний вік | Постпрацездатний вік |
| -------- | ------- | ------------------ | ---------------- | -------------------- |
| Чоловіки | 121     | 30                 | 85               | 6                    |
| Жінки    | 111     | 21                 | 67               | 23                   |
| Разом    | 232     | 51                 | 152              | 29                   |